# Order Najwyższy Chrystusa
Order Najwyższy Chrystusa (wł. Ordine Supremo del Cristo) – najwyższe odznaczenie papieskie, nadawane katolickim głowom państw.

## Historia
Utworzony w 1319 przez papieża Jana XXII (według innego źródła 14 kwietnia 1318). Został rozdzielony pod koniec XVIII wieku na świecki Order Chrystusa nadawany przez Republikę Portugalii oraz papieski Najwyższy Order Chrystusa.
Na mocy bulli papieskiej wydanej przez Pawła VI 15 kwietnia 1966 roku order może być nadawany tylko katolickim głowom państw.

## Odznaczeni
Wśród odznaczonych są m.in.:
- 1885 – Otto von Bismarck, kanclerz Niemiec[2]
- 1922 – Epitácio Lindolfo da Silva Pessoa, prezydent Brazylii[2]
- 1928 – Augusto B. Leguía y Salcedo, prezydent Peru[2]
- 1932 – Wiktor Emanuel III, król Włoch[2]
- 1933 – Wilhelm Miklas, prezydent Austrii[2]
- 1933 – Ludovico Chigi della Rovere Albani, wielki mistrz Zakonu Maltańskiego[3]
- 1934 – Albert I Koburg, król Belgów[2]
- 1934 – Agustín Pedro Justo, prezydent Argentyny[2]
- 1935 – Albert Lebrun, prezydent Francji[2]
- 1953 – Francisco Franco, szef Państwa Hiszpańskiego[2]
- 1957 – René Coty, prezydent Francji[2]
- 1959 – Giovanni Gronchi, prezydent Włoch[2]
- 1959 – Charles de Gaulle, prezydent Francji[2]
- 1961 – Baldwin I Koburg, król Belgów[2]
- 1962 – Éamon de Valera, prezydent Irlandii[2]
- 1963 – Konrad Adenauer, kanclerz Niemiec[3]
- 1963 – Antonio Segni, prezydent Włoch[2]
- 1966 – Giuseppe Saragat, prezydent Włoch[2]

Ostatni raz został nadany przez papieża Jana Pawła II w roku 1987, a otrzymał go Angelo de Mojana di Cologna Wielki Mistrz Zakonu Maltańskiego.